# Arrival Bus
El Arrival Bus es un autobús eléctrico de piso bajo producido por el fabricante británico de vehículos eléctricos Arrival. Los primeros prototipos fueron construidos y puestos en pruebas beta en 2020, con el primer Arrival Bus siendo revelado públicamente en noviembre de 2021. Las pruebas de los prototipos siguen en curso, con una previsión de entrar en producción a finales de 2022, fecha que fue postergada. Se ha firmado una carta de intención con el operador Ember como el cliente de lanzamiento previsto para el Arrival Bus, y otros vehículos de producción temprana serán probados en todo el Reino Unido por el grupo FirstGroup.
El Arrival Bus se ofrecerá en dos modelos principales: el Arrival Bus B10 de 10,5 metros y el Arrival Bus B12 de 12 metros, este último con hasta 36 asientos para pasajeros. Ambos modelos se ofrecerán a los clientes en Europa y América del Norte. La producción europea se llevará a cabo en las instalaciones principales de Arrival en Bicester (Oxfordshire), mientras que la producción norteamericana se basará en la microfábrica de los ingleses en Rock Hill (Carolina del Sur).
Arrival tiene la intención de vender el Arrival Bus totalmente eléctrico por aproximadamente el mismo precio que un autobús diésel convencional, y la carrocería está hecha de compuestos de plástico en lugar de aluminio o acero con el fin de reducir los costes de producción, así como el peso total de cada vehículo. A diferencia de muchos competidores, los paquetes de baterías en el Arrival Bus se instalan debajo del suelo en lugar de en el techo, proporcionando un centro de gravedad más bajo y permitiendo una claraboya de cuerpo entero en el techo para proporcionar un espacio interior más luminoso para los pasajeros que viajan.
El Arrival Bus obtuvo la certificación de seguridad de la Unión Europea en mayo de 2022, despejando el camino para el inicio de la producción en serie.
En agosto de 2022, Arrival puso en pausa el desarrollo de sus proyectos de autobús y automóvil, posponiendo las pruebas del autobús con FirstGroup.